# Salvatore Satta

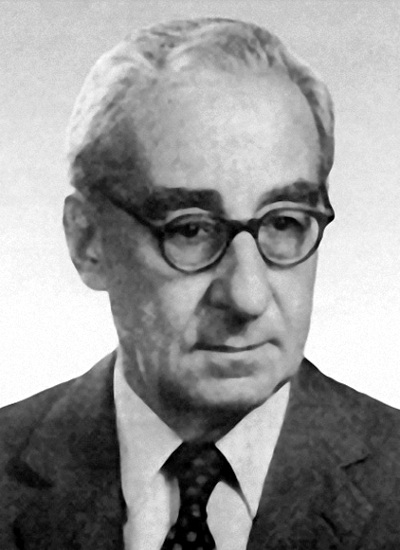
Salvatore Satta

Salvatore Satta (Nuoro, 9 de agosto de 1902-Roma, 19 de abril de 1975) fue un escritor y jurista italiano, conocido por su obra El día del juicio, con la que ganó el Premio Comisso en su primera edición.
Familiar del también escritor Sebastiano Satta e hijo pequeño del notario Salvatore Satta y su esposa Valentina Galfrè, estudió secundaria en Sácer donde también se licenció en derecho en 1924. Se casó con la asistente de literatura rusa en Trieste Laura Boschian, con la que tuvo dos hijos.
Es destacable su obra sobre el código civil italiano tras la Segunda Guerra Mundial.

## Obras

### Derecho
- Contributo alla dottrina dell’arbitrato, 1932
- La rivendita forzata, 1933
- L'esecuzione forzata, 1937
- Teoria e pratica del processo, 1940
- Guida pratica per il nuovo processo civile italiano, 1941
- Manuale di diritto processuale civile, 1948
- Istituzioni di diritto fallimentare, 1948
- Diritto processuale civile, 1948
- Commentario al codice di procedura civile, 1959-71
- Soliloqui e colloqui di un giurista, 1968
- Quaderni del diritto e del processo civile, 1969-73
- Diritto fallimentare, 1974

### Ensayo y literatura
- De profundis, 1948
- Il giorno del giudizio, 1977
- La veranda, 1981